# Margem (finanças)
Em finanças, uma margem é uma garantia que o detentor de um instrumento financeiro tem de depositar para cobrir a totalidade ou parte do risco de crédito da sua contraparte (geralmente um corretor ou uma bolsa). Este risco pode existir se o detentor:
- pedir dinheiro emprestado à contrapartida para comprar instrumentos financeiros; ou
- vender instrumentos financeiros a descoberto, ou
- fizer parte de um contrato de derivados

A garantia pode ser na forma de dinheiro ou valores mobiliários, e é depositado num conta margem.

## Compra em margem
A compra em margem consiste na aquisição de valores mobiliários com fundos obtidos por empréstimo de um corretor, usando outros valores mobiliários como garantia. Tal tem o efeito de aumentar qualquer ganho ou perda obtidos sobre os valores mobiliários. Os valores mobiliários servem de garantia do empréstimo. O valor líquido, i.e., a diferença entre o valor dos valores mobiliários e o valor do empréstimo, é inicialmente igual à quantia de dinheiro usada. Esta diferença tem de permanecer acima de um requisito de margem mínima, cujo propósito é proteger o corretor contra uma diminuição do valor dos valores mobiliários até ao ponto do investidor já não ser capaz de cobrir o empréstimo.